# Selenocosmia tahanensis
Selenocosmia tahanensis là một loài nhện trong họ Theraphosidae.
Loài này thuộc chi Selenocosmia. Selenocosmia tahanensis được miêu tả năm 1924 bởi Abraham.